# Cecidomyia flavida
Cecidomyia flavida är en tvåvingeart som först beskrevs av Blanchard 1852.  Cecidomyia flavida ingår i släktet Cecidomyia och familjen gallmyggor. Inga underarter finns listade i Catalogue of Life.